# 국민신당 (대한민국)
국민신당(國民新黨)은 1997년 10월 10일부터 1998년 9월 28일까지 존재하던 대한민국의 신자유주의 정당이었다.
신한국당 대선 후보 경선에서 이회창에게 패한 이인제의 주도로 이만섭을 총재로, 이인제를 대선 후보로 하여 1997년 10월 10일에 창당하였고, 신한국당을 탈당한 서석재, 김학원, 원유철, 박찬종 등이 입당하였다. 하지만 제15대 대선에서 이인제는 3위로 낙선했다. 1998년에 실시된 제2회 지방 선거에서 전일순 논산시장을 당선시켰지만, 2000년에 전일순 시장은 선거법 위반으로 시장직을 상실하였다.
국민신당은 1998년 9월 28일 새정치국민회의와 합당하며 역사 속으로 사라졌다. 이때 이만섭, 이인제, 서석재, 원유철은 합당에 합류한 반면, 김학원 등은 자유민주연합에 개별 입당하였다.

## 당명에 관한 이야기
국민신당을 창당할 때, 당명을 PC통신 등을 통하여 공모하였다. 공모된 이름은 '새시대국민연합', '참여민주당', '국민참여당' 등의 이름이 있었지만 모두 진부하거나 당시 김대중이 총재로 있던 정당인 '새정치국민회의'와 유사하다고 판단하여 '국민정당'과 '21세기 국민연합'을 놓고 결정하기로 하였다. 그러나 최종적으로는 '국민정당'이 아닌 '국민신당'으로 결정되었다.

## 역대 지도부
| 대수 | 역대 대표 | 직함 | 임기                               |
| ---- | --------- | ---- | ---------------------------------- |
| 1    | 이만섭    | 총재 | 1997년 10월 10일 ~ 1998년 9월 28일 |

## 주요 선거 결과

### 대통령 선거
| 연도   | 선거   | 후보자 | 득표        | 득표율          | 결과 | 당락 |
| ------ | ------ | ------ | ----------- | --------------- | ---- | ---- |
| 1997년 | 15대   | 이인제 | 4,925,591표 | \| \| 19.20% \| | 3위  | 낙선 |
|        | 19.20% |        |             |                 |      |      |

### 지방선거
|  | 0% |

|  | 0.43% |

|  | 0% |

## 역대 전당대회

### 창당대회
1997년 10월 10일에 국민신당 창당대회는 이만섭을 총재로 선출하고, 이인제 전 경기도지사를 제15대 대선 후보로 선출하였다.

### 1998년 임시 전당대회
1998년 6월 22일에 새정치국민회의와의 통합을 선언한 국민신당은 6월 28일에 임시 전당대회를 열어 당 해체를 결의하였다.